# Xenopteryx
Genre
Xenopteryx est un genre monospécifique de coléoptères de la famille des Ptiliidae. Le genre est décrit en 1961 par Henry Dybas (d) avec son unique représentant, l'espèce Xenopteryx setosus.

## Description
La famille des Ptiliidae regroupe de minuscules coléoptères (moins d'un millimètre) ; le genre Xenopteryx en fait partie bien qu'il soit « exceptionnellement grand » (plus d'un millimètre). Il est comparable au genre Dybasina (syn. Termitopteryx Dybas 1955) dont il diffère d'après plusieurs caractéristiques.

## Publication originale
- (en) Henry S. Dybas, « A new genus of feather-wing beetles from termite nests in Bolivia (Coleptera: Ptiliidae) », Fieldiana: Zoology, Chicago, FMNH, vol. 44, no 8,‎ 1961, p. 57-62 (ISSN 0015-0754 et 2162-4291, OCLC 4257146, DOI 10.5962/BHL.TITLE.3800, lire en ligne).